# آن ماري ألبانو
آن ماري ألبانو (بالإنجليزية:  Anne Marie Albano)‏ هي طبيبة نفسية إكلينيكية أمريكية معروفة بعملها السريري وبحثها في العلاجات النفسية الاجتماعية للقلق واضطرابات المزاج وتأثير هذه الاضطرابات على النشء. وهي أستاذة علم النفس الطبي في جامعة كولومبيا والمديرة المؤسسة لعيادة جامعة كولومبيا للقلق والاضطرابات ذات الصلة.

## الأبحاث
يركز بحث آن ماري ألبانو على القلق واضطرابات المزاج. تهدف إلى رفع مستوى الوعي بأهمية الصحة النفسية للأطفال ومدى أهمية الصحة النفسية الإيجابية لنمو الطفل الصحي.

## الكتب
- Albano, A.M. (1996). Silverman, W. K., & Albano, A. M. (1996). Anxiety disorders interview schedule for DSM-IV: Child version. Oxford University Press.
- Albano, A.M. (2008). Cognitive behavioral therapy, sertraline, or a combination in childhood anxiety. New England Journal of Medicine, 359(26), 2753-2766.
- Albano, A.M. (2007). The Treatment for Adolescents With Depression Study (TADS): long-term effectiveness and safety outcomes. Archives of general psychiatry, 64(10), 1132-1144.

## وصلات خارجية
- Albano's Faculty Page
- Google Scholar Website